# Helichrysum plumeum
Helichrysum plumeum là một loài thực vật có hoa trong họ Cúc. Loài này được Allan mô tả khoa học đầu tiên năm 1947.